# 角田鉄工
角田鉄工株式会社（すみだてっこう）は滋賀県彦根市にある、独立系の各種バルブを製造する企業。

## 会社概要
- 1961年（昭和36年）3月1日 ‐ 角田鉄工所創業。
- 1971年（昭和46年）3月30日 ‐ 法人化し、角田鉄工に改称。
- 1971年（昭和46年）12月21日 ‐ 日本工業規格の表示工場に認定。
- 1985年（昭和60年）3月1日 ‐ 日本水道協会の指定検査工場に指定。

## 事業所
- 東北営業所 ‐ 〒989-2432 宮城県岩沼市中央3-4-5
- 東京営業所 ‐ 〒101-0046 東京都千代田区神田多町2-3
- 大阪営業所 ‐ 〒540-0026 大阪府大阪市中央区内本町1-4-10
- 九州営業所 ‐ 〒816-0932 福岡県大野城市瓦田3-6-5

## 製造製品
- 仕切弁
- バタフライ弁
- 消火栓
- 空気弁
- 補修弁
- 水道用減圧弁
- レジコンボックス
- フラップ弁
- 水道用スイング逆止弁
- 安全弁
- 密封中型開閉台